# Tumen Nikudari
Tumen Nikudari fou un amir principal, cap dels Nikudaris de la regió de Kandahar i el riu Helmand.
El 1351, en l'expedició de Qazaghan a Herat, entre els amirs que el van acompanyar s'esmenta un Tumen que probablement era Tumen Nikudari o Neguderi de la tribu dels Nikudaris de Kandahar.
El 1363 quan Tamerlà i Amir Husayn anaven com a guerrers errants, al arribar el hivern (1362 a 1363) van acordar que es separarien: Husayn aniria a passar el hivern a la regió del riu Hirmen (Helmand), un lloc proper a on exercia el poder l'amir Tumen, de la tribu dels Mikuzeris (Neguderis o Nikudaris). El 1363 Tamerlà i Husayn van lluitar com a mercenaris a Sistan, a la zona que Yazdi assenyala com el país de Seghze o dels seghzians i havent resultat ferit Tamerlà, s'haurien retirat al kixlak (camapment de hivern) de l'amir Tumen dels Neguderis o Nikudaris o Mikuzeris per després Tamerlà anar al Gurmsir a recuperar-se, mentre Husayn anava a conquerir Bakelan. En la lluita contra els mogols el 1364 un guerrer de nom Aulum (Aules) Ali o Ulmas Ali que Yazdi diu que era fill de Tumen se li va unir.
Uns anys més tard, després de la conquesta de Sistan el 1383, Tamerlà va avançar a l'est cap a Bust, al Zamindawar. Van passar per Kuke Kala i allí van saber que Tumen Nekudari s'havia dirigit cap a Kidge (al sud-est de Bust) i cap al regne de Makran. Timur va enviar a Miran Xah, i l'amir Muhammad Mireke (fill de Xir Bahram Khuttalani) i va designar diversos amirs per acompanyar-lo: Hajji Saif al-Din Barles, Shaikh Ali ibn Arghun Barles, Sevinjik Bahadur, i algun altre. Van passar el desert al sud de Bust i van trobar als Nikudaris acampats a la plana de Karan. Tumen va agafar immediatament posició de combat. Saif al-Din, que era amic seu, va intentar convèncer-lo de que es sotmetés i que no tenia res a témer però fou inútil. El combat va començar i Tumen va resultar mort aviat d'un cop de llança; el seu cap fou enviat a Tamerlà.